# Riviera F1
Riviera F1 (alternativ: Team Riviera) war ein Formel-1-Projekt des italienischen Rennfahrers Alberto Colombo, das an der Weltmeisterschaft 1980 teilnehmen sollte. Das Team präsentierte Ende 1979 den Prototyp eines eigenen Formel-1-Rennwagens, der jedenfalls teilweise ältere Komponenten anderer Konstruktionen verwendete. Nicht zweifelsfrei geklärte Gründe führten Anfang 1980 zu einem kurzfristigen Ende des Projekts, sodass Riviera F1 letztlich nicht an den Start ging. Ein Autor nennt Riviera F1 „eine der faszinierendsten und dunkelsten Seiten der Formel-1-Weltmeisterschaft“.

## Geschichte des Projekts

### Vorgeschichte: Alberto Colombo
Der 1946 im Mailänder Vorort Varedo geborene Rennfahrer Alberto Colombo nahm seit 1975 regelmäßig an der Formel-2-Europameisterschaft teil. Seine erfolgreichste Saison war 1977, als er mit dem Team Euroracing und einem March 772 den dritten Platz beim Gran Premio di Mugello belegte und Achter in der Gesamtwertung wurde. Ab 1978 startete Colombo für sein eigenes, Sanremo Racing genanntes Team, das – fast 400 km von der Stadt Sanremo entfernt – in seinem Geburtsort ansässig war und von dem französischen Sportartikelhersteller Le Coq Sportif unterstützt wurde. Colombo war der Stammfahrer des Teams; den Rennbetrieb finanzierte er abgesehen von Sponsorgeldern vor allem dadurch, dass ein weiteres Auto an junge Fahrer vermietete. 1978 versuchte Colombo außerdem dreimal erfolglos, an einem Weltmeisterschaftslauf der Formel 1 teilzunehmen, allerdings nicht mit seinem eigenen Team, sondern zweimal mit dem deutschen ATS Racing Team und einmal mit dem Team Merzario. Bei keinem der Anläufe konnte er sich für eine Rennteilnahme qualifizieren. In der Saison 1979 war Colombo schließlich als Fahrer des Dywa 008 im Gespräch, eines Eigenbaus von Dydo Monguzzi, der im Mai 1979 beim Großen Preis von Belgien debütieren sollte. Das Dywa-Projekt scheiterte allerdings früh; Dywa erschien nicht auf der Meldeliste des Rennens in Zolder.

### Aufbau des Teams

Geldgeber: Le Coq Sportif

Ende 1979 unternahm Colombo einen weiteren Versuch, in die Formel 1 aufzusteigen. Die Initiative ging von der in Mailand ansässigen Riviera SRL aus, dem italienischen Vertriebspartner von Colombos Sponsor Le Coq Sportif. Ziel des Projekts war es, die Marke durch das Formel-1-Engagement, das eine breitere Wahrnehmung garantierte als die Formel 2, international bekannt zu machen. Neben Paolo Barzaghi, dem Inhaber der Riviera SRL, unterstützten weitere Geschäftsleute aus der norditalienischen Region Brianza das Projekt; beteiligt war außerdem der ehemalige Fußballer Giacinto Facchetti. Alberto Colombo wurde – abgesehen von seinen Kontakten zu Le Coq Sportif – vor allem deshalb beteiligt, weil sein Team Sanremo Racing über eine funktionsfähige Werkstatt verfügte, sodass Riviera F1 auf den Aufbau einer eigenen Zentrale verzichten konnte. Colombo zufolge hatten die Geschäftspartner bis zum Jahreswechsel 1979/80 etwa 600 Mio Lire in das Projekt investiert; Paolo Barzaghi bezifferte den Investitionsumfang etwa auf das Doppelte dieser Summe.
Riviera übernahm im Sommer 1979 zahlreiche Komponenten des kurz zuvor gescheiterten deutschen Formel-1-Teams Kauhsen, die in nicht näher geklärtem Umfang das Riviera-Projekt eingebunden wurden. An der Konstruktion des Formel-1-Autos war unter anderem  Giorgio Valentini beteiligt, ein ehemaliger Autodelta-Ingenieur. Bis zum Spätherbst hatte Riviera einen Rennwagen fertiggestellt, der in der Werkstatt von Colombos Team Sanremo Racing in Varedo aufgebaut wurde. Die Modellbezeichnung lautete Riviera F.1 170. Zum Jahreswechsel 1979/80 wurde der Rennwagen erstmals gezeigt. Bei diesem Anlass entstanden die einzigen Fotos des Autos. Der Wagen war türkisfarben lackiert und trug auf den Seitenkästen weiße Sponsorschriftzüge Le Coq Sportif.

### Scheitern
Anfang 1980 wurde das Projekt Riviera F1 überraschend aufgegeben. Die meisten Quellen geben allgemein wirtschaftliche und technische Schwierigkeiten als Gründe an. Colombo erklärte in einem 2020 veröffentlichten Interview, er sei von der Entscheidung seiner Investoren überrascht worden. Sie hätten angesichts des Umstandes, dass der Prototyp des Riviera  F.1 170 etwa 20 kg Übergewicht hatte, Zweifel an der Konkurrenzfähigkeit des Autos bekommen und sich im Januar 1980 anstelle einer Weiterentwicklung für eine sofortige Beendigung des Projekts entschieden. Paolo Barzaghi hingegen führte wirtschaftliche Gründe an: Einerseits hätte Riviera die Kosten für ein erfolgreiches Formel-1-Engagement unterschätzt, andererseits habe Bernie Ecclestone als Leiter der Formula One Constructors Association (FOCA) eine Verpflichtung des Teams zu einem mehrjährigen Engagement verlangt, was angesichts der unerwartet hohen Kosten nicht vertretbar gewesen sei.
Der bereits komplettierte Rennwagen wurde vollständig zerlegt, und Colombo verkaufte die Einzelteile an andere Teams. Einer der Investoren behauptete 2020, dass die Karosserie des Autos noch immer existiere. Mehrere Motoren übernahm Enzo Osella, dessen Rennstall Osella Corse 1980 mit dem FA1 in der Formel 1 debütierte. Colombos Konstrukteur Giorgio Valentini ging 1980 ebenfalls zu Osella; er entwickelte dort den FA1B, der im Herbst 1980 debütierte.

## Der Riviera F.1 170
Einige Quellen behaupten, der Riviera F.1 170 sei ein Nachbau oder eine bloße Überarbeitung des 1979 hergestellten Formel-1-Autos Merzario A4.  Mehrere Beteiligte des Riviera-Projekts haben dagegen in einem 2020 veröffentlichten Interview erklärt, der Riviera F.1 170 sei eine eigenständige Konstruktion gewesen. Zwar habe Riviera im Sommer 1979 eine Reihe von Komponenten des deutschen Kauhsen-Teams erworben; Chassis und Aufhängung des F.1 170 seien allerdings keine Kauhsen-Teile, sondern Eigenentwicklungen. Das Chassis habe Giorgio Valentini gezeichnet, und John Thompsons britischer Spezialbetrieb habe das Monocoque nach Valentinis Plänen hergestellt. Die Aufhängung sei von Preatoni in Novara konstruiert worden.
Einzelne Autoren sehen eine Ähnlichkeit von Colombos Rennwagen mit dem zeitgenössischen Shadow DN11.
Als Antriebsquelle war ein Achtzylinder-Saugmotor vom Typ Cosworth DFV vorgesehen. Colombo kaufte zum Jahreswechsel drei Motorblöcke. Das Getriebe bezog er von Hewland.